# Just Whitney...
Just Whitney... es el quinto álbum de estudio de la cantante estadounidense Whitney Houston, publicado el 10 de diciembre de 2002. El álbum debutó en el número 9 en el Billboard 200 y la primera semana vendió más de 205.000 copias y finalmente logró un estatus de platino en los Estados Unidos.
El álbum vendió 3 millones de copias en todo el mundo.

## Lista de canciones
1. «One of Those Days» – 4:15
2. «Tell Me No» – 3:44
3. «Things You Say» – 4:10
4. «My Love» (with Bobby Brown) – 3:27
5. «Love That Man» – 3:27
6. «Try It on My Own» – 4:40
7. «Dear John Letter» – 4:33
8. «Unashamed» – 3:38
9. «You Light Up My Life» – 3:41
10. «Whatchulookinat» – 3:33

## Posiciones
| Lista (2002)                | Máxima posición |
| --------------------------- | --------------- |
| Austrian Albums Chart       | 33              |
| Dutch Albums Chart          | 70              |
| French Albums Chart         | 25              |
| German Albums Chart         | 16              |
| Italian Albums Chart        | 20              |
| Swiss Albums Chart          | 10              |
| U.S. Billboard 200          | 9               |
| U.S. Top R&B/Hip-Hop Albums | 3               |